# Húsavík

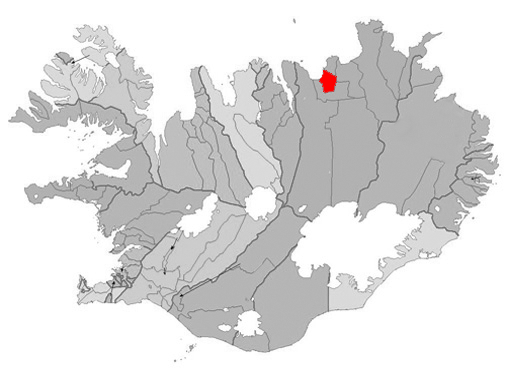
Localização de Húsavík no mapa da Islândia.

Húsavík ( PRONÚNCIA) é uma pequena cidade do norte da Islândia, nas margens do fiorde Skjálfandi, a uns 92 km a nordeste da cidade de Akureyri.
É conhecida como a capital dos safaris às baleias. Foram observadas nas suas águas várias espécies de baleias, sendo as mais comuns a baleia-azul, a baleia-jubarte e a baleia-anã.

Tem cerca de 2 449 habitantes (2024), e é a sede e maior localidade da Comuna de Norðurþing.

## Etimologia
O topónimo Húsavík deriva das palavras nórdicas antigas ´húsa (”casas”) e vík (”enseada”, ”baía”), em alusão às casas aí construídas por volta de 850-870.

## Economia
A economia de Húsavík está baseada no comércio, na pesca e indústria de processamento do peixe, assim como no turismo. Dispõe de um porto e de um aeroporto

## Transportes
Dispõe do aeroporto não-comercial Aeroporto de Húsavík (Húsavíkurflugvöllur) a 10 km a sudoeste da cidade.

## Imagens de Húsavík

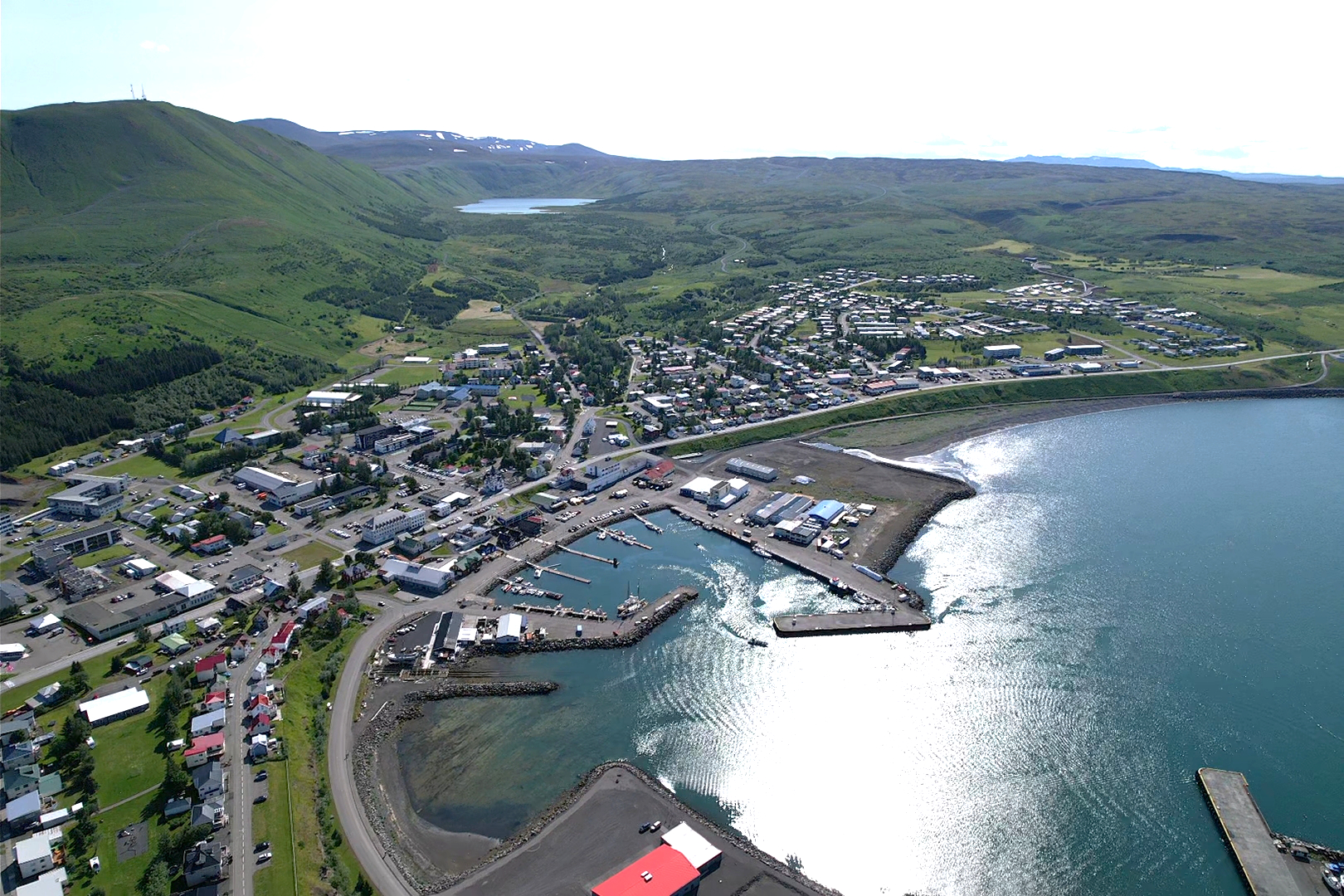
Vista aérea da cidade
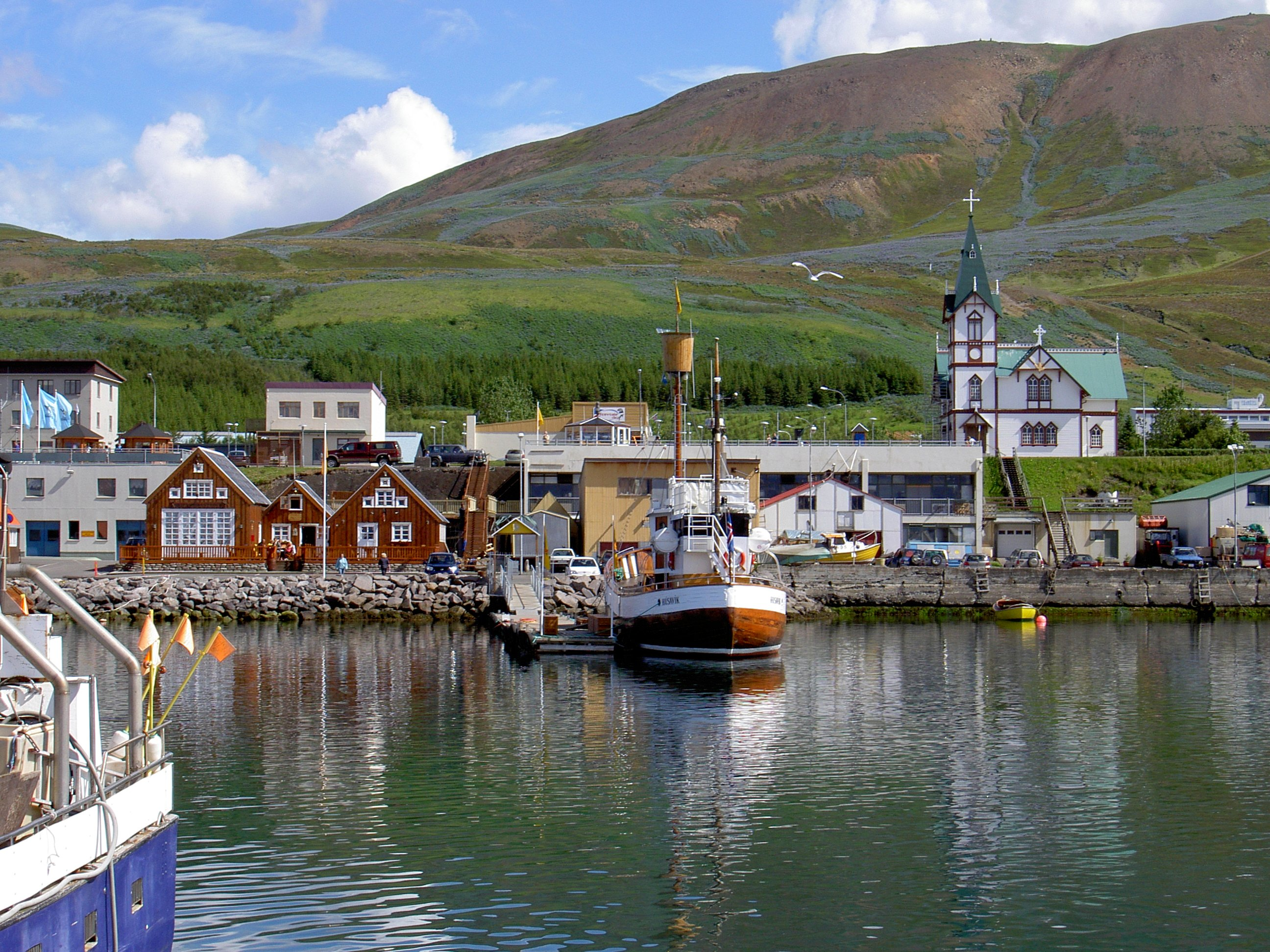
Húsavík vista do mar
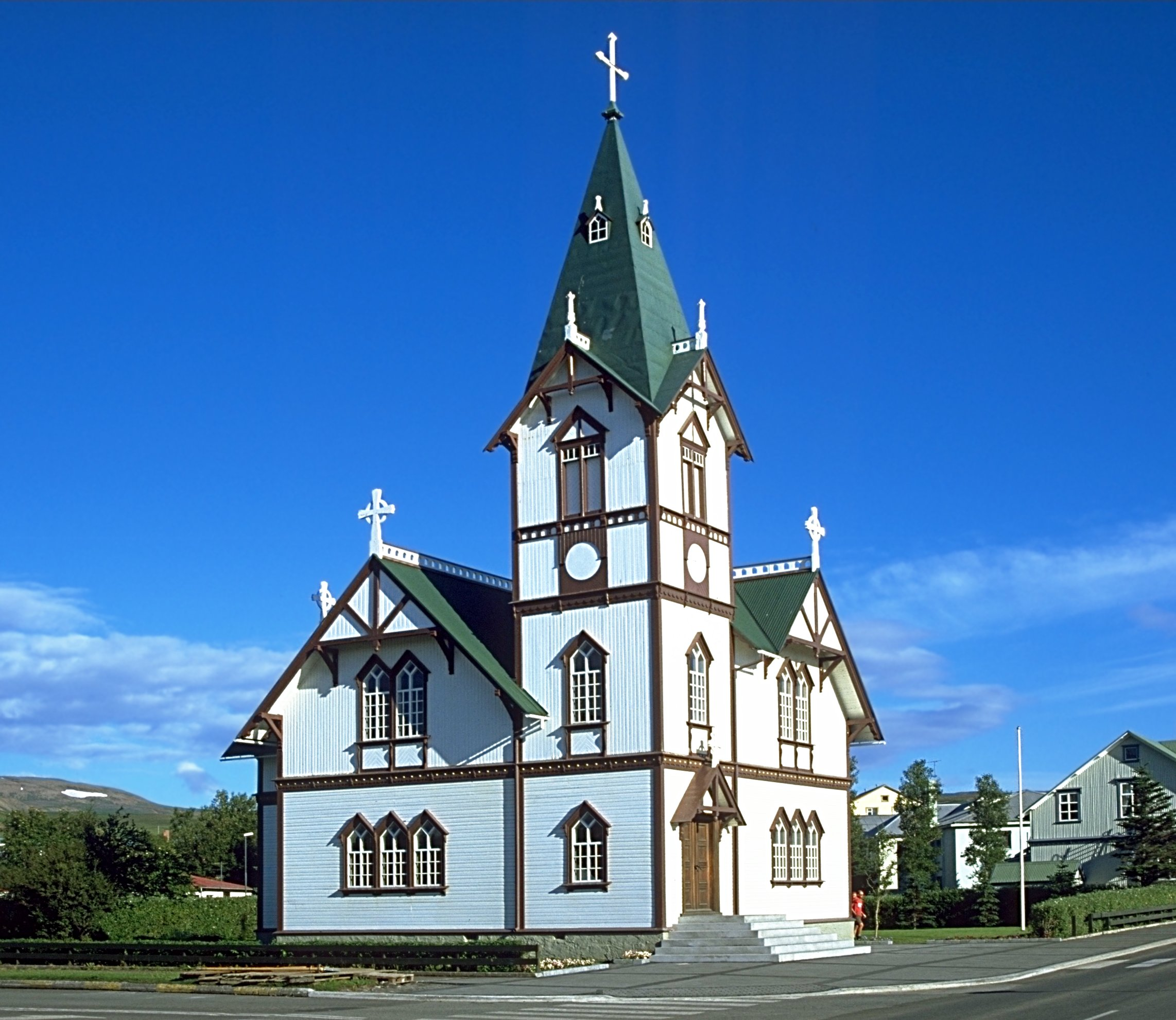
A igreja de Húsavík
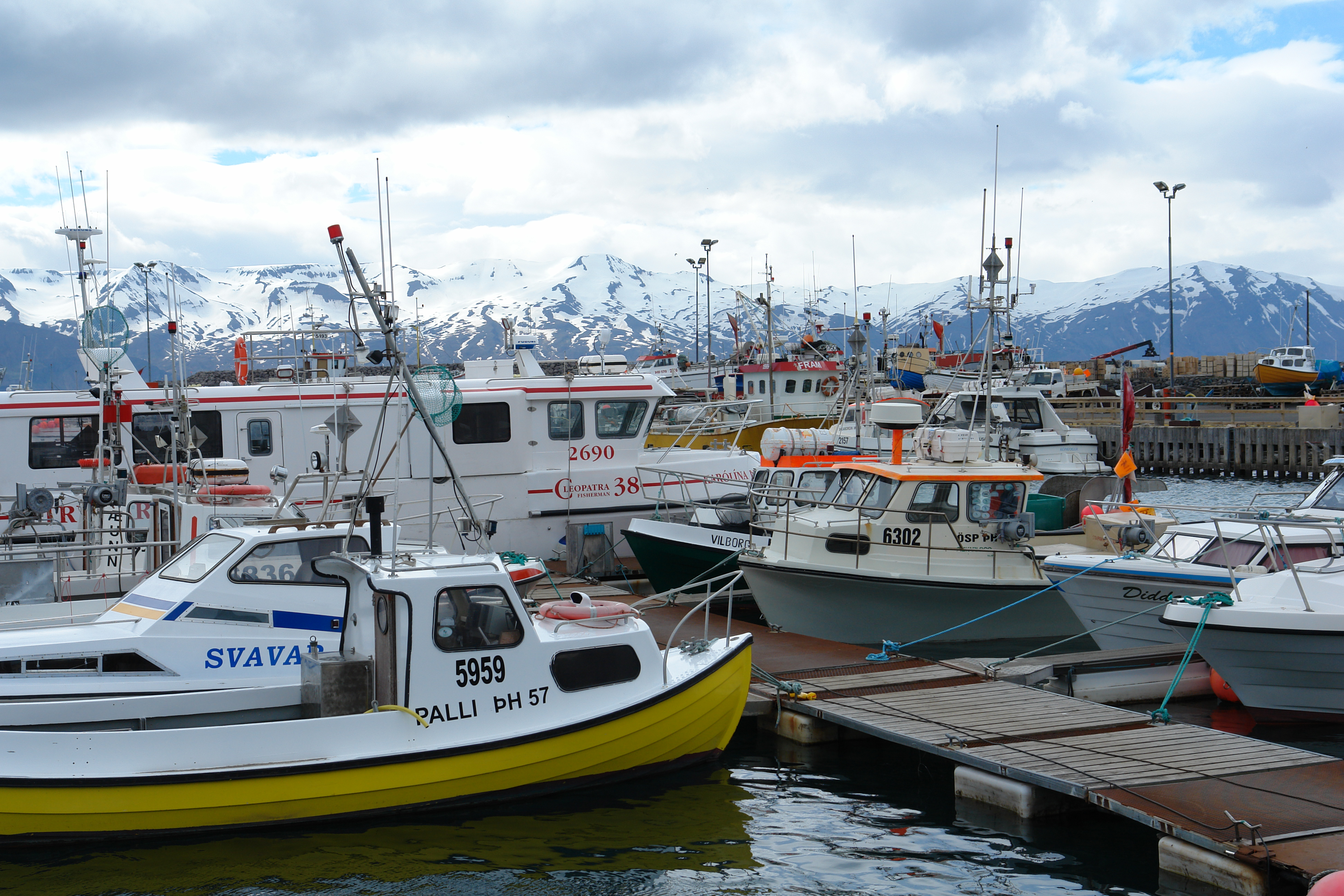
O porto